# Daniel Judah Elazar
Daniel Judah Elazar (* 25. August 1934 in Minneapolis; † 2. Dezember 1999 in Jerusalem) war ein US-amerikanischer Politikwissenschaftler und Hochschullehrer.

## Leben und Wirken
Daniel J. Elazar studierte Politikwissenschaft an der University of Chicago, u. a. bei Morton Grodzins und Leo Strauss. Dort erwarb er 1957 den Magistergrad und promovierte 1959 zum Ph.D. Bereits während seines Studiums beschäftigte er sich intensiv mit dem Föderalismus in den USA. Von 1959 bis 1963 arbeitete er anschließend als wissenschaftlicher Assistent an der University of Illinois und von 1963 bis 1964 an der University of Minnesota. Sein weiteres Wirken erfolgte an der Temple University in Philadelphia, wo er eine außerordentliche Professur für Politikwissenschaft übernahm und 1967 zum ordentlichen Professor ernannt wurde. Außerdem hatte er ab 1973 eine Professur für Politikwissenschaft an der Bar-Ilan-Universität in Israel inne.
Ehrendoktorwürden erhielt er vom Hebrew Union College in New York (1981) und vom Gratz College in Philadelphia (1993).
In seinen zahlreichen Veröffentlichungen beschäftigte sich Elazar zum einen mit dem weltweiten Föderalismus, sondern auch mit dem jüdischen Leben in den USA, Kanada und darüber hinaus, der Tradition des jüdischen Denkens vor allem in der politischen Theorie und dem politischen System Israels.

## Veröffentlichungen (Auswahl)
- (Mithrsg.): Cooperation and conflict. Readings in American federalism. Peacock Publ., Itasca, Ill. 1969.
- American federalism. A view from the states. 2, Aufl. Crowell, New York 1972, ISBN 0-690-06683-X.
- (Hrsg.): Self rule / shared rule. Federal solutions to the Middle East conflict. Turtledove Publ., Ramat Gan, Israel 1979.
- (Hrsg.): Federalism and political integration. Turtledove Publ., Ramat Gan, Israel 1979, ISBN 965-200-013-2.
- (mit David H. Elazar): A classification system for libraries of Judaica. 2. Aufl. Ramat Gan, Israel 1979, ISBN 965-200-011-6.
- The Camp David framework for peace. A shift toward shared rule (= AEI studies, Bd. 236). American Enterprise Institute for Public Policy Research, Washington, D.C. 1979, ISBN 0-8447-3339-3.
- (Hrsg.): Judea, Samaria, and Gaza. Views on the present and future (= AEI studies, Bd. 334). American Enterprise Institute for Public Policy Research, Washington, D.C. 1982, ISBN 0-8447-3458-6.
- (mit Peter Medding): Jewish communities in frontier societies. Argentina, Australia, and South Africa. Holmes and Meier, New York 1983, ISBN 0-8419-0449-9.
- (Hrsg.): Kinship and consent. The Jewish political tradition and its contemporary uses. University Press of America, Washington, D.C. 1983.
- (mit Stuart A. Cohen): The Jewish polity. Jewish political organization from biblical times to the present. Indiana University Press, Bloomington 1985, ISBN 978-0-253-33156-4.
- Israel. Building a new society. Indiana University Press, Bloomington 1986, ISBN 0-253-33184-6.
- Exploring federalism. University of Alabama Press, Tuscaloosa 1987, ISBN 0-8173-0241-7.
- (Mithrsg.): Local government in Israel. University Press of America, Lanham, Md. 1988, ISBN 0-8191-4639-0.
- The American constitutional tradition. University of Nebraska Press, Lincoln, Neb. 1988, ISBN 0-8032-1813-3.
- People and polity. The organizational dynamics of world Jewry. Wayne State University Press, Detroit 1989, ISBN 0-8143-1843-6.
- (mit Harold M. Waller): Maintaining consensus. The Canadian Jewish polity in the postwar world. University Press of America, Lanham, Md. 1990, ISBN 0-8191-7610-9.
- (Hrsg.): Israel's odd couple. The 1984 Knesset elections and the National Unity Government. An Israel at the polls book. Wayne State University Press, Detroit 1990, ISBN 0-8143-2158-5.
- (Hrsg.): Federal systems of the world. A handbook of federal, confederal and autonomy arrangements. Longman, Harlow 1991, ISBN 0-582-08694-9 (2. erw. Aufl. 1994, ISBN 0-582-23678-9).
- (Hrsg.): Authority, power and leadership in the Jewish polity. Cases and issues. University Press of America, Lanham, Md. 1991, ISBN 0-8191-8128-5.
- Two peoples – one land. Federal solutions for Israel, the Palestinians, and Jordan. University Press of America, Lanham, Md. 1991, ISBN 0-8191-8265-6.
- (Hrsg.): Who's the boss in Israel. Israel at the polls, 1988–89. Wayne State University Press, Detroit 1992, ISBN 0-8143-2397-9.
- The American mosaic. The impact of space, time, and culture on American politics. Westview Press, Boulder, Colo. 1994, ISBN 0-8133-0948-4.
- The covenant tradition in politics. Vier Bände. Transaction Publ., New Brunswick 1995–1998.
- (Hrsg., mit Shmuel Sandler): Israel at the polls, 1992. Rowman & Littlefield, Lanham, Md. 1995, ISBN 0-8476-7976-4.
- (Hrsg., mit Shmuel Sandler): Israel at the polls, 1996. Cass, London 1998, ISBN 0-7146-4864-7.
- (mit Virginia Gray u. Wyman Spano): Minnesota politics & government. University of Nebraska Press, Lincoln, Neb. 1999, ISBN 0-8032-1852-4.
- (Hrsg.): Israel at the polls 1999. Cass, London 2001, ISBN 0-7146-5168-0.
- (Hrsg.): Commonwealth – the other road to democracy. The Swiss model of democratic self-government. Lexington Books, Lanham, Md. 2001, ISBN 0-7391-0236-2.
- (Mithrsg.): Not written in stone. Jews, constitutions, and constitutionalism in Canada. University of Ottawa Press, Ottawa 2002, ISBN 0-7766-3021-0.